# Acranthera maculata
Acranthera maculata är en måreväxtart som beskrevs av Theodoric Valeton. Acranthera maculata ingår i släktet Acranthera och familjen måreväxter. Inga underarter finns listade i Catalogue of Life.